# Brun I. von Braunschweig
Brun I. von Braunschweig (* 960–980; † um 1014) aus dem Stamme der Brunonen war Graf von Braunschweig, das er gründete, und Graf im Derlingau und Nordthüringgau.

## Leben
Bruns Eltern waren wahrscheinlich der Graf Brun im Derlingau und Hildeswinde, die Tochter des Grafen Wichmann II.
Im Jahre 990 unterstützte er Mieszko I. von Polen bei seinem Feldzug gegen Boleslav von Böhmen. Nach dem Tode Ottos III., des letzten Königs aus dem Geschlecht der Ottonen, versuchte er 1002 ein Anrecht auf die Deutsche Königskrone geltend zu machen. Da sich jedoch besonders Bischof Bernward von Hildesheim für die Wahl Heinrichs von Bayern einsetzte, gelang ihm dieses Vorhaben nicht.
Durch den Tod seines Vorfahren Brun war das Herzogtum Sachsen an Otto den Erlauchten gefallen, dessen Nachkommen zum Königtum aufstiegen. Die Brunonen verloren dadurch mehr und mehr an Einfluss. Daher stellte sich Brun offen gegen den Bischof von Hildesheim.
Um das Jahr 1003/1004 vermählte er sich mit Gisela, der Tochter Herzog Hermanns II. von Schwaben und späteren Gemahlin des Kaisers Konrad II. mit der er mehrere Kinder hatte: einen Sohn Liudolf (* 1003; † 23. April 1038), eine Tochter, die Thiemo II. Graf von Formbach, und Gisela (* um 1005), die Berthold, den Grafen von Sangerhausen heiratete.
Brun wurde von Milo, dem Grafen von Ammensleben, in seinem eigenen Hause erschlagen.